# Камиуми
Куниуми (яп. 国産み букв. «Рождение богов») — в японской мифологии миф о рождении Японских богов. Согласно мифу, после создания Японского архипелага (Куниуми) парой богов, Идзанаги и Идзанами, они приступили к рождению богов.

## Миф

Генеалогия японских богов рождённых Идзанаги и Идзанами по Кодзики.

Согласно Кодзики, различные боги родились от отношений между Идзанаги и Идзанами, пока божество огня Кагуцути при рождении не опалило лоно Идзанами, что привело её к болезни, а затем и к смерти. Изанаги, увидев, что его любимая жена умерла, в ярости обнажил меч в десять пястей, что его опоясывал, и убил своего сына Кагуцути, расчленив его на части. Некоторые из богов родились из крови и отрубленных частей Кагуцути. Позже Идзанаги отправился в страну Ёми-но куни (мир мёртвых), чтобы найти Идзанами, однако, когда он её нашёл, она превратилась в гниющий труп, и из её частей возникли другие боги, что привело к бегству Идзанаги в мир живых. Затем Идзанаги совершил ритуал очищения (Мисоги), благодаря которому ещё родились боги. Последними из них родились три самых важных бога Синтоизма: Аматэрасу-о-миками, Цукуёми-но микото, Такэхая Сусаноо-но Микото.

### Рождение богов
После создания восьми больших островов (Оясима) и других островов Японии (Куниуми), Идзанаги и Идзанами приступили к созданию богов, и в том числе Катакурокусин (яп. 家宅六神), богов ветра, деревьев и лугов:
1. Ооготоосио-но ками (яп. 大事忍男神)[nb 1], бог
2. Ивацутибико-но ками (яп. 石土毘古神)[nb 2], богиня
3. Ивасу-химэ-но ками (яп. 石巣比売神), богиня
4. Оотохивакэ-но ками (яп. 大戸日別神), бесполое божество
5. Амэ-нофукио-но ками (яп. 天之吹男神), бог
6. Ооябико-но ками (яп. 大屋毘古神), бог
7. Кадзамоцувакэ-но осио-но ками (яп. 風木津別之忍男神), бог
8. Ооватацуми-но ками (яп. 大綿津見神), бесполое божество
9. Хаяакицу-хико-но ками (яп. 速秋津日子神), бог
10. Хаяакицу-химэ-но ками (яп. 速秋津比売神), богиня
От отношений между Хаяакицу-хико-но ками и Хаяакицу-химэ-но ками родились следующие боги:[1]
  1. Аханаги-но ками (яп. 沫那藝神), богиня
  2. Аханами-но ками (яп. 沫那美神), богиня
  3. Цуранаги-но ками (яп. 頬那藝神), бог
  4. Цуранами-но ками (яп. 頬那美神), бог
  5. Амэ-но микумари-но ками (яп. 天之水分神), бесполое божество
  6. Куни-но микумари-но ками (яп. 国之水分神), бесполое божество
  7. Амэ-но кухидзамоти-но ками (яп. 天之久比奢母智神), бесполое божество
  8. Куни-но кухидзамоти-но ками (яп. 国之久比奢母智神), бесполое божество
11. Синацухико-но ками (яп. 志那都比古神), бог
12. Кукуноти-но ками (яп. 久久能智神), бесполое божество
13. Охоямацуми-но ками (大山津見神), бог
14. Каянохимэ-но ками (яп. 鹿屋野比売神), богиня
В результате отношений между Охоямацуми-но ками и Каянохимэ-но ками родились следующие боги:[1]
  1. Амэ-но садзути-но ками (яп. 天之狭土神), бесполое божество
  2. Куни-но садзути-но ками (яп. 国之狭土神), бесполое божество
  3. Амэ-но сагири-но ками (яп. 天之狭霧神), бесполое божество
  4. Куни-но сагири-но ками (яп. 国之狭霧神), бесполое божество
  5. Амэ-но курадо-но ками  (яп. 天之闇戸神), бесполое божество
  6. Куни-но курадо-но ками (яп. 国之闇戸神), бесполое божество
  7. Охотомато-хико-но ками (яп. 大戸惑子神), бог
  8. Охотомато-химэ-но ками (яп. 大戸惑女神), богиня
15. Тори-но ивакусуфунэ-но ками (яп. 鳥之石楠船神)[nb 3][nb 4], бесполое божество
16. Оогэцу-химэ-но ками (яп. 大宜都比売神)[nb 5], богиня
17. Хи-но ягихаяо-но ками (яп. 火之夜藝速男神), бог

Боги, рождённые во время агонии и смерти Идзанами по Кодзики.

Во время рождения Кагуцути лоно Идзанами было опалено, что привело её к болезни, а затем и к смерти. Во время агонии Идзанами ещё больше богов родилось от её рвоты, мочи и кала.
1. Канаяма-хико-но ками (яп. 金山毘古神), бог
2. Канаяма-химэ-но ками (яп. 金山毘売神), богиня
3. Ханиясу-хико-но ками (яп. 波邇夜須毘古神), бог
4. Ханиясу-химэ-но ками (яп. 波邇夜須毘売神), богиня
5. Мицуханомэ-но ками (яп. 彌都波能売神), богиня
6. Вакумусухи-но ками (яп. 和久産巣日神)[nb 6], бог

У Вакумусухи-но ками была дочь:
1. Тоёукэ-бимэ-но ками (яп. 豊宇気毘売神), богиня

### Смерть Кагуцути
После болезни Идзанами умирает. Идзанаги оплакивал её смерть, и из его слёз родилась богиня Накисавамэ-но ками (яп. 泣沢女神). Затем Идзанаги похоронил Идзанами на горе Хиба-но-яма. Его печаль превратилась в гнев, он обнажил меч в десять пястей, что его опоясывал, и убил своего сына бога Кагуцути. Имя священного меча, которым Идзанаги убил Кагуцути, стало Амэ-но Охабари. Другим именем зовётся Ицу-но-охабари.
Из крови Кагуцути родились следующие боги:
1. Ивасаку-но ками (яп. 石折神)[nb 7]
2. Нэсаку-но ками (яп. 根折神)
3. Ивацуцуноо-но ками (яп. 石筒之男神)
Боги выше были рождены из крови, которая упала с кончика меча на скалы.
4. Микахаяхи-но ками (яп. 甕速日神)
5. Хяхаяхи-но ками (яп. 樋速日神)
6. Такэмикадзути-но-о-но ками (яп. 建御雷之男神)
Боги выше были рождены из крови, которая упала с лезвия меча.
7. Кураоками-но ками (яп. 闇淤加美神)
8. Курамицуха-но ками (яп. 闇御津羽神)
Боги выше были рождены из крови, упавшей с рукояти меча.

Из тела Кагуцути родились следующие боги:
1. Масакаяма-цуми-но ками (яп. 正鹿山津見神), из головы;
2. Одояма-цуми-но ками (яп. 淤縢山津見神), из груди;
3. Окуяма-цуми-но ками (яп. 奥山津見神), из живота;
4. Кураяма-цуми-но ками (яп. ) (Кодзики: 闇山津見神) или (Нихон сёки: 闇山祇), из половых органов;
5. Сигияма-цуми-но ками (яп. 志藝山津見神), из левой руки;
6. Хаяма-цуми-но ками (яп. 羽山津見神), из правой руки;
7. Хараяма-цуми-но ками (яп. 原山津見神), из левой ноги;
8. Тояма-цуми-но ками (яп. ) (Кодзики: 戸山津見神) или (Нихон сёки: 戸山祇), из правой ноги.

### Страна Ёми
Затем Идзанаги решил найти Идзанами, поэтому он отправился в страну Ёми-но куни — Страну Жёлтых Вод. Страна Жёлтых Вод, или Страна Жёлтого источника. Название заимствовано из даосских источников. Фонетически звучит как Ёмоцукуни («Страна Тьмы»). Другие названия — «Страна Корней», «Донная страна», «Страна Матери», «Место, куда уходят мёртвые». Пройдя через врата в страну Ёми-но куни, он встретил Идзанами и сказал ей:
Моя возлюбленная женушка-богиня! Страна, что я и ты создавали, ещё не до конца создана. Потому должно тебе вернуться.
Изанами ответила:
Прискорбно мне, что раньше не пришёл. Я отведала пищи с очага Страны Жёлтых Вод. И все же, мой возлюбленный муженек-бог, смущена я тем, что ты явился сюда. Потому посоветуюсь-ка я с богами Страны Жёлтых Вод о том, что намерена вернуться. Не изволь на меня смотреть.
Сказав это, Изанами вошла во дворец, где жили эти боги. Однако прошло время, и она не вернулась, и Изанаги начал отчаиваться. Поэтому он сломал один из зубов декоративного гребня Мидзуры, что держал пучок волос у него над левым ухом, зажёг его, чтобы осветить это место, и решил войти в страну Ёми-но куни. Ему удаётся найти Изанами, но он видит, что она потеряла свою красоту и превратилась в гниющий труп, покрытый червями. Из её тела родилось восемь богов грома:
1. Ооикадзути (яп. 大雷), из её головы;
2. Хоноикадзути (яп. 火雷), из её груди;
3. Куроикадзути (яп. 黒雷), из её живота;
4. Сакуикадзути (яп. 折雷), из её гениталий;
5. Вакаикадзути (яп. 若雷), из её левой руки;
6. Цутиикадзути (яп. 土雷), из её правой руки;
7. Наруикадзути (яп. 鳴雷), из её левой ноги;
8. Фусуикадзути (яп. 伏雷), из её правой ноги.

Идзанаги в ужасе решил вернуться домой, но Идзанами смутилась из-за своей внешности и приказала Ёмоцусикомэ (黄泉 丑女 «Ужасные женщины мира тьмы»), преследовать Идзанаги. Во время бегства Изанаги из Ёми-но куни, он снял с головы чёрную сетку кадзура и бросил её на землю, где она превратился в гроздь винограда. Ёмоцусикомэ виноград пожрали, и дальше пустились в погоню за Идзанаги. Тогда Идзанаги отломил зубец от гребня, что держал пучок волос над его правым ухом, и бросил его на землю, где он превратился в побеги бамбука. Ёмоцусикомэ побеги бамбука повыдёргивали и пожрали, и дальше пустились в погоню за Идзанаги.
Идзанами решила отправить в погоню восемь богов грома и 1500 воинов страны Ёми-но куни. Тогда Идзанаги обнажил меч в десять пястей Амэ-но Охабари, что его опоясывал, и на бегу, за спиной им начал размахивать. Когда Идзанами достиг Ёмоцухирасака (黄泉比良坂), склона, который спускается из мира живых в Ёми-но куни, он сорвал три персика с дерева, что у склона росло, и бросил их в своих преследователей, чтобы обратило их в бегство.
Идзанаги сказал:
Вы! Как меня спасли, так же должны вы спасать земную поросль людскую, что обитает в Тростниковой Равнине-Серединной Стране, когда попадёт она в пучину бед и горевать и жаловаться станет!
И дал имя этим персикам Оо-каму-дзуми-но микото (яп. 意富加牟豆美命).
В конце концов Идзанами, сама пустилась в погоню за Идзанаги. Тогда Идзанаги скалой, которую лишь тысяча человек могла бы сдвинуть, перекрыл склон Ёмоцухирасака вход в страну Ёми-но куни. В этот момент их глаза встретились в последний раз.
Идзанами сказала:
Мой возлюбленный муженек-бог! Если так поступишь, я поросль людскую в твоей стране по тысяче в день душить стану.
Идзанаги ответил:
Моя возлюбленная женушка-богиня! Если ты так поступишь, я по тысяче пятьсот домиков для рожениц в день возводить стану. Таким образом, за один день 1000 человек умрут и 1500 родятся.
Эти слова объясняли круговорот жизни и смерти человека. По той же причине Идзанами также называют Ёмоцу оо-ками (яп. 黄泉津大神) или Тисики-но оо-ками (яп. 道敷大神). Скалу, которая перекрыла вход в страну Ёми-но куни, называют Тигаэси-но оо-ками (яп. 道返之大神) или Ёмидо-но оо-ками (яп. 黄泉戸大神), и в настоящее время она известна как склон Ифуя (яп. 伊賦夜坂) в Идзумо, префектура Симане.

### Очищение Идзанаги

Боги, рождённые во время ритуала очищения Идзанаги по Кодзики.

Покинув страну Ёми-но куни, Изанаги решил удалить все нечистоту со своего тела, что он набрал в стране-скверны. Для этого он прибыл на равнину Авакихара, к устью реки Татибана, в Химука, что в Цукуси, и там совершил ритуала очищения (мисоги). Когда он сбросил свою одежду, вещи и драгоценности на землю, родились следующие двенадцать богов:
1. Цукитацу-фунато-но ками (яп. 衝立船戸神), из посоха;
2. Мити-но-нагатиха-но ками (яп. 道之長乳歯神), из оби;
3. Токихакаси-но ками (яп. 時量師神), из сумки;
4. Вадзураи-но-уси-но ками (яп. 和豆良比能宇斯能神),[nb 14] из платья;
5. Тимата-но ками (яп. 道俣神), из хакама;
6. Акигухи-но-уси-но ками (яп. 飽咋之宇斯能神), из короны;
7. Окидзакару-но ками (яп. 奥疎神), из браслета с левой руки;
8. Окицунагиса-бико-но ками (яп. 奥津那芸佐毘古神), из браслета с левой руки;
9. Окицукахибэра-но ками (яп. 奥津甲斐弁羅神),[nb 15] из браслета с левой руки;
10. Хэдзакару-но ками (яп. 辺疎神), из браслета с правой руки;
11. Хэцунагиса-бико-но ками (яп. 辺津那芸佐毘古神), из браслета с правой руки;
12. Хецукахибэра-но ками (яп. 辺津甲斐弁羅神), из браслета с правой руки;

Когда Изанаги омылся в среднем течение, явились из нечистот, что он набрал в стране-скверны, родились следующие два богов:
1. Ясомагацухи-но ками (яп. 八十禍津日神), бог
2. Оо-магацухи-но ками (яп. 大禍津日神), бог

Имя богов, что явились затем, чтобы исправить зло, были:
1. Камунаоби-но ками (яп. 神直毘神), бог
2. Оо-наоби-но ками (яп. 大直毘神), бог
3. Идзуномэ-но ками (яп. 伊豆能売), богиня

Когда Идзанаги омыл нижнюю часть тела водой, родились следующие два богов:
1. Сокоцу-ватацуми-но ками (яп. 底津綿津見神), бесполое божество
2. Сокоцуцу-но-о-но ками (яп. 底筒之男神), бог

Когда Идзанаги омыл, среднюю часть своего тела, родились следующие два богов:
1. Накацу-ватацуми-но ками (яп. 中津綿津見神), бесполое божество
2. Накацуцу-но-о-но ками (яп. 中筒之男神), бог

Наконец, когда Идзанаги омыл, верхнюю часть своего тела, родились ещё два бога:
1. Увацу-ватацуми-но ками (яп. 上津綿津見神)[nb 16], бесполое божество
2. Увацуцу-но-о-но ками (яп. 上筒之男神), бог

Три бога Сокоцу-ватацуми-но ками, Накацу-ватацуми-но ками и Увацу-ватацуми-но ками составляют группу божеств, называемых Сандзин Ватацуми, боги воды. Три бога Сокоцуцу-но-о-но ками, Накацуцу-но-о-но ками и Увацуцу-но-о-но ками составляют группу божеств, называемых Сумиёси Сандзин, боги рыбной ловли и моря, которым поклоняются в Сумиёси-тайся.
На последнем этапе ритуала очищения Идзанаги омыл свой левый глаз, из которого родилась богиня Аматэрасу-о-миками; затем омыл свой правый глаз, из которого родилось бесполое божество Цукуёми-но микото; и омыл свой нос, из которого родился бог Такэхая Сусаноо-но Микото. Этим трём богам, которых вместе называют Михасира-но-удзу-но мико, Идзанаги дал наказы управлять разными сферами мира. Аматэрасу-о-миками получила ожерелье из драгоценных камней под названием Микуратанано-но-ками (яп. 御倉板挙之神) и ей было поручено управлять Такамагахарой. Цукуёми-но микото было поручено управлять ночью. Такэхая Сусаноо-но Микото было поручено управлять морем.